# توماس لونش مونتجومري
توماس لونش مونتجومري (بالإنجليزية: Thomas Lynch Montgomery) هو أمين مكتبة أمريكي، ولد في 4 مارس 1862 في Germantown, Philadelphia ‏ في الولايات المتحدة، وتوفي في 1 أكتوبر 1929 في فيلادلفيا في الولايات المتحدة.